# گروه ویرهاوس
گروه ویرهاوس (انگلیسی: The Warehouse Group) شرکت خرده‌فروشی نیوزیلندی است، که در سال ۱۹۸۲ تأسیس شد.